# Куманин, Пётр Иванович
Пётр Иванович Куманин (1793—1865) — московский первостатейный купец и государственный деятель, мануфактур-советник, Московский городской голова в 1851 году, потомственный почетный гражданин.

## Биография
Родился 23 июня 1793 года, в семье Ивана Алексеевича Куманина, принадлежит к роду Куманиных. Племянник Московского городского головы А. А. Куманина и двоюродный брат Московских городских голов Константина и Валентина Куманиных. 
Московский городской голова в период с 26 ноября 1851 по 10 декабря 1851 года. В январе 1852 года снова был избран городским головой, но его кандидатура не была утверждена императором Николаем I. 
Занимался благотворительностью, основал в Москве богадельню, носившую его имя и находившуюся на Калужской улице в здании Мещанского училища. 
Умер 26 мая 1865 года в Москве и был похоронен в Николо-Угрешском монастыре Московского уезда в склепе под скитской церковью св. Петра и Павла.
Был женат на Анне Васильевне Куманиной (1800—1834). У них был приёмный сын Пётр (1817—?).
Награждён орденами и медалями Российской империи.